# Pinocchio - Histoire d'un enfant
Pinocchio - Histoire d'un enfant est une bande dessinée entièrement réalisée par Ausonia (scénariste-dessinateur-coloriste).
Cette nouvelle adaptation de l'histoire de Pinocchio se fait ici d'une manière totalement différente.
La description qu'en fait Ausonia le prouve :

« Et si la fable de la marionnette qui ment était elle-même un mensonge ? En la relisant à l'envers on y trouve un message qui pousse à la révolte. »

— quatrième de couverture de la bande dessinée.

## Description

### Résumé
L'histoire est composée de deux chapitres :
- Premier chapitre : histoire d'un enfant
- Dernier chapitre : début du massacre

Cette histoire est l'entière opposée de celle de Pinocchio que tout le monde connaît (la version initiale de Collodi). Pinocchio est ici un être de chair qui vit dans un monde de marionnettes de bois.
La bande dessinée retrace la vie de ce Pinocchio, qui nous est donnée par des retours en arrière lors de son procès, de sa naissance dans la boucherie de Gepetto jusqu'à son repentir. Son plus grand problème est de ne dire que la vérité (dans un monde dominé par le mensonge), qui s'ensuit par un allongement de son nez.

Le monde imaginaire décrit ici  est celui d'une guerre permanente des marionnettes contre leurs ennemis les grillons. Les premiers prônent le mensonge tandis que les seconds luttent en faveur de la vérité.
Premier chapitreL'histoire commence par la découverte d'un morceau de chair qui parle par le boucher Gepetto. Il en fait un être vivant en le façonnant afin qu'il prenne la forme d'un enfant. Les péripéties de sa vie sont ensuite livrées par morceaux lors de son procès. Il est en effet accusé de dire la vérité (considéré comme un crime dans la société des marionnettes).
On apprend au cours de l'histoire que les grillons sont la résistance et qu'ils s'infiltrent dans des marionnettes pour qu'elles changent de camp.
Dernier chapitreDans la seconde partie de l'œuvre, Pinocchio est emmené dans une pièce où quatre lapins le mettent en pièces afin de trouver le grillon qui est en lui pour le libérer de ce fardeau. Durant cela, Pinocchio rêve de moments passés avec Lucy dans lesquels il lui rend sa liberté en coupant ses fils imaginaires ; pour enfin se rendre compte, lorsque le grillon est hors de lui, que celui-ci est la cause de tous ses maux. Il le tue en présence du juge, qui affirme qu'en faisant cela, il pourra « être admis à plein titre dans la société des marionnettes ».

### Personnages
Pinocchio est le personnage principal de l'œuvre, il est fait de viande cousue dans une peau de cochon. Ses cheveux sont faits de crins de cheval.
Gepetto est la marionnette qui a donné vie à Pinocchio. D'après ses dires, après être blessé durant la guerre, il a construit une boucherie sur les ruines de sa maison détruite.
Madame Turquoise est une marionnette proxénète recouverte de caoutchouc. C'est elle qui a exploité Pinocchio et Lucy. Elle témoigne contre Pinocchio lors de son procès.
les Grillons sont ceux qui luttent contre les marionnettes, pour que la vérité domine ce monde. Ils ne peuvent pas se battre avec leur corps (de grillon) : ils parasitent donc des marionnettes qui perdent ensuite leur faculté de mentir, et qui se battent contre les marionnettes non parasitées.
Lusignolo/Lucy est l'enfant résistant qui accompagne Pinocchio. On apprend plus tard que le vrai nom de Lusignolo est Lucy, et qu'elle est en fait une fille. Elle se bat pour la vérité.

## Publications dans la  langue d'origine
- Pavesio Editions, Collection Classic, octobre 2006  (ISBN 9788887810837)

## Publications en français
- Pavesio Editions, Collection Classic, octobre 2006